# Yalobusha County
Yalobusha County is een county in de Amerikaanse staat Mississippi.
De county heeft een landoppervlakte van 1.210 km² en telt 13.051 inwoners (volkstelling 2000). De hoofdplaats is Water Valley.